# Vladislav Ondřejík
Vladislav Ondřejík (ur. 1 kwietnia 1943, zm. 10 lipca 1977 w Hohenstein-Ernstthal) – czechosłowacki kierowca wyścigowy, inżynier.

## Kariera
Karierę rozpoczął w 1960 roku od kartingu. W 1965 roku zadebiutował w Czechosłowackiej Formule 3. Początkowo ścigał się Delfinem z silnikami Tatra i Škoda. Następnie ścigał się Lotusem 41-Ford w barwach Dukli Praga. W barwach Lotusa zdobył wicemistrzostwo Pucharu Pokoju i Przyjaźni w roku 1969, natomiast rok później był pierwszy w klasyfikacji pucharu. Następnie zajmował się tuningiem silników. Ścigał się również w zawodach samochodów turystycznych m.in. Škodą 120 S i Fiatem 128 Sport Coupé. Zginął 10 lipca 1977 roku na torze Sachsenring po tym, gdy w trakcie wyścigu uderzył Škodą 130 RS w słup.

## Wyniki we Wschodnioniemieckiej Formule 3
| Legenda oznaczeń w tabelach wyników Wyświetl szablon na nowej stronie | Legenda oznaczeń w tabelach wyników Wyświetl szablon na nowej stronie                                                                     |
| Oznaczenie                                                            | Wyjaśnienie |
| --------------------------------------------------------------------- | --- |
| Złoty                                                                 | Zwycięzca lub mistrzostwo |
| Srebrny                                                               | 2. miejsce lub wicemistrzostwo |
| Brązowy                                                               | 3. miejsce lub II wicemistrzostwo |
| Zielony                                                               | Ukończył, punktował (w klasyfikacji generalnej, gdy zdobył co najmniej jeden punkt na przestrzeni sezonu, poza trzema powyższymi opcjami) |
| Niebieski                                                             | Ukończył, nie punktował (w klasyfikacji generalnej, gdy nie zdobył co najmniej jednego punktu na przestrzeni sezonu)                      |
| Czerwony                                                              | Nie zakwalifikował się (NZ) |
| Czerwony                                                              | Nie prekwalifikował się (NPK) |
| Różowy                                                                | Nie ukończył (NU) |
| Różowy                                                                | Niesklasyfikowany (NS) (w klasyfikacji generalnej, gdy nie został sklasyfikowany w żadnym wyścigu sezonu)                                 |
| Czarny                                                                | Zdyskwalifikowany (DK) |
| Czarny                                                                | Wykluczony (WYK/EX) |
| Biały                                                                 | Nie wystartował (NW) |
| Biały                                                                 | Kontuzjowany (K/INJ) |
| Biały                                                                 | Wyścig odwołany (OD/C) |
| Bez koloru                                                            | Został wycofany (WYC/WD) |
| Bez koloru                                                            | Nie przybył (NP/DNA) |
| Bez koloru                                                            | Nie brał udziału w treningach (NT/DNP) |
| Bez koloru                                                            | Nie został zgłoszony (–) |
| Pogrubienie                                                           | Start z pole position |
| Kursywa                                                               | Najszybsze okrążenie wyścigu |
| †                                                                     | Nie ukończył, ale jego rezultat został zaliczony ze względu na przejechanie więcej niż 90% dystansu wyścigu.                              |
| *                                                                     | Sezon w trakcie |
| 1/2/3                                                                 | Punktowana pozycja w sprincie kwalifikacyjnym                                                                                             |
| Lista systemów punktacji Formuły 1                                    | |

| Rok  | Zespół             | Samochód | Silnik | Wyniki w poszczególnych eliminacjach | Wyniki w poszczególnych eliminacjach | Wyniki w poszczególnych eliminacjach | Wyniki w poszczególnych eliminacjach | Pkt. | Msc. |
| ---- | ------------------ | -------- | ------ | ------------------------------------ | ------------------------------------ | ------------------------------------ | ------------------------------------ | ---- | ---- |
| 1968 |                    |          |        |                                      |                                      |                                      |                                      | 0    | NS   |
| 1968 | Vladislav Ondřejík | Lotus 41 | Ford   | 12                                   | -                                    | -                                    | -                                    | 0    | NS   |